# Volejbol'nyj klub NOVA
Il Volejbol'nyj Klub NOVA è una società pallavolistica maschile russa con sede a Novokujbyševsk; milita nel campionato di Vysšaja Liga A.

## Storia della società
Il club viene fondato nel 1993 a Novokujbyševsk con il nome di Voleybol'nyj Klub Oktan, raccogliendo l'eredità del Voleybol'nyj Klub Automobilist Samara che partecipava al campionato sovietico. Dopo diversi anni nel secondo livello del neonato campionato russo ottiene la prima promozione in Superliga nella stagione 1990-91; durante gli anni 2000 staziona stabilmente nel massimo campionato, ottenendo come miglior risultato il settimo posto del 2004-05; si contano inoltre diverse partecipazioni alla Coppa di Russia, senza tuttavia andare mai oltre il secondo turno.
Dopo la retrocessione avvenuta nel campionato 2008-09 la squadra non è più riuscita a centrare la promozione, disputando alcuni anonimi campionati in Vysšaja Liga A; nel 2013 la squadra ha rischiato di scomparire per problemi finanziari, ma un accordo con le autorità locali ha permesso la continuazione dall'attività agonistica ad alti livelli.

## Rosa 2014-2015
| N° | Nome                 | Ruolo | Data di nascita | Nazionalità sportiva |
| -- | -------------------- | ----- | --------------- | -------------------- |
| -  | Aleksandr Klimkin    | All   | ?               | Russia               |
| 1  | Vladimir S''ëmščikov | C     | 1987            | Russia               |
| 2  | Pavel Kolesnikov     | S     | 1989            | Russia               |
| 3  | Evgenij Petropavlov  | L     | 1983            | Russia               |
| 4  | Aleksandr Grečin     | C     | 1985            | Russia               |
| 5  | Dmitrij Čërnyj       | L     | 1990            | Russia               |
| 7  | Ivan Podrebinkin     | S/O   | 1993            | Russia               |
| 8  | Valentin Stril'čuk   | P     | 1985            | Russia               |
| 9  | Pavel Gurčenko       | S/O   | 1981            | Russia               |
| 10 | Oleg Hmelevskij      | S     | 1985            | Russia               |
| 11 | Dmitrij Makarenko    | S     | 1985            | Russia               |
| 13 | Maksim Vorežonkov    | P     | 1980            | Russia               |
| 14 | Serej Tkačenko       | L     | 1990            | Russia               |
| 15 | Artëm Dovgan'        | C     | 1989            | Russia               |
| 17 | Sergej Timožeev      | S     | 1986            | Russia               |